# アプツグミュント
アプツグミュント (ドイツ語: Abtsgmünd) は、ドイツ連邦共和国バーデン＝ヴュルテンベルク州東部、シュトゥットガルト行政管区のオストアルプ郡に属す町村（以下、本項では便宜上「町」と記述する）である。この広い町は主邑のアプツグミュントと、ノイブロン、ラウバッハ、ウンターグレーニンゲン、ホーエンシュタット、ポンマーツヴァイラーの5つの地区およびいくつかの小集落からなる。この町はシュヴェービッシュ＝フレンキッシャー・ヴァルト自然公園内に位置する州指定の保養地である。

## 地理

### 位置
アプツグミュントは、自然環境上シュヴェービッシェ・アルプ東部のフォアラント（前山地方）とシュヴェービッシュ＝フレンキッシェ森林山地の一部を含む。これらはいずれもシュヴェービッシェス・コイパー＝ライアス＝ラントに含まれる。71.6 km2 の面積をもつこの町は、オストアルプ郡では都市に次ぐ最も広い町村である。
主邑のアプツグミュントはライン川がコッハー川に注ぐ合流地点に位置する。ウンターグレーニンゲン地区は、コッハー川の2つの蛇行の両岸、海抜 372 m に位置する。

### 隣接する市町村
アプツグミュントは、北はアーデルマンスフェルデン、東はノイラーおよびヒュットリンゲンの小さな飛び地、南東はアーレン、南はホイヒリンゲン、南西はシェヒンゲンおよびオーバーグレーニンゲン、西はエシャッハ（以上、いずれもオストアルプ郡）、北西はズルツバッハ＝ラウフェン（シュヴェービッシュ・ハル郡）と境を接している。

### 自治体の構成
自治体としてのアプツグミュントには、かつて独立した町村であったホーエンシュタット、ラウバッハ、ノイブロン、ポンマーツヴァイラーおよびウンターグレーニンゲンが属し、計 75の村落、小集落、農場、家屋群が含まれる。

### 土地利用
| 土地利用種別面積 | 農業用地 | 森林   | 住宅地 | 産業用地 | 交通用地 | 水域  | レジャー用地 | その他 |
| ---------------- | -------- | ------ | ------ | -------- | -------- | ----- | ------------ | ------ |
| 面積 (km2)       | 26.54    | 37.26  | 1.86   | 0.70     | 2.68     | 0.93  | 0.23         | 1.40   |
| 占有率           | 37.1 %   | 52.0 % | 2.6 %  | 1.0 %    | 3.7 %    | 1.3 % | 0.3 %        | 2.0 %  |

州統計局の2015年現在のデータによる。

## 歴史

### 17世紀まで
アプツグミュントはおそらく、エルヴァンゲンによって建設された。この地名はライン川とコッハー川とが合流する地（Gemunden = 合流点）であることに由来し、エルヴァンゲン修道院が所有していた（Abt = 大修道院長であり、他の合流地点の集落と区別するためにつけられた）。このことから、アプツグミュントは高い確率で7世紀以降に建設されたと推定される。詳細な時期は不明である。
エルヴァンゲン修道院は、南西の森林地域の安全を図るためにこの集落を建設した。1136年のエルヴァンゲン修道院の土地目録には Gemunden という名前で記録されている。13世紀に、後に帝国自由都市となるグミュントとの混同を避けるために Abtzgemunde と改められた。この名称は1251年のコンラート4世の文書に初めて現れる。
1200年頃に建設された後期ロマネスク様式による教区教会の塔の1階部分は、もっと早い時期に定住がなされていたことを示している。
シェンケン・フォン・リムプルク家から支配権を護るために、アプツグミュント近郊にヴェルシュタイン城が建設された。この城の所有者は頻繁に交替したが、レーエンの高権はエルヴァンゲン修道参事会諸侯が保持した。管理を行うために代官が設けられ、ヴェルシュタイン城に赴任した。ホイヒリンゲン、アプツグミュント、ヴェルシュタインはエルヴァンゲンのアムト・ホイヒトリンゲンを形成し、アプツグミュントがその役人の所在地となった。
シュヴェービッシュ・ハルからウンターグレーニンゲンに至るコッハー川の谷では、宗教改革家ヨハネス・ブレンツによって宗教改革がなされ、福音主義化したが、アプツグミュントはエルヴァンゲン修道院の支配下にあったため宗教改革の時代にもカトリックに留まった。
修道参事会諸侯は17世紀に製鉄所を創設した。アプツグミュントには1611年にアルトシュミーデに高炉が設けられ、後に鍛造所が建設された。製鉄は三十年戦争で衰退したが、1667年には鍛造所が再建された。この作業所は1699年にアルトシュミーデからノイシュミーデに移された。世俗化によりヴュルテンベルクの所有となり、後にシュヴァーベン精錬所ヴァッサーアルフィンゲンに発展解消された。

### 町村合併
バーデン＝ヴュルテンベルク州の市町村再編により、当時独立していた5町村がアプツグミュントに併合された。町の面積と人口は合併前に比べ2倍以上になった。
| 合併した町村           | 合併した町村   | 合併した日付  | 合併した面積 |
| ---------------------- | -------------- | ------------- | ------------ |
| アプツグミュント       | Abtsgmünd      | （合併前）    | 2052 ha      |
| ノイブロン             | Neubronn       | 1971年1月1日  | 473 ha       |
| ラウバッハ             | Laubach        | 1971年1月1日  | 479 ha       |
| ウンターグレーニンゲン | Untergröningen | 1971年9月1日  | 1127 ha      |
| ホーエンシュタット     | Hohenstadt     | 1972年2月29日 | 1266 ha      |
| ポンマーツヴァイラー   | Pommertsweiler | 1972年7月1日  | 1762 ha      |

## 行政

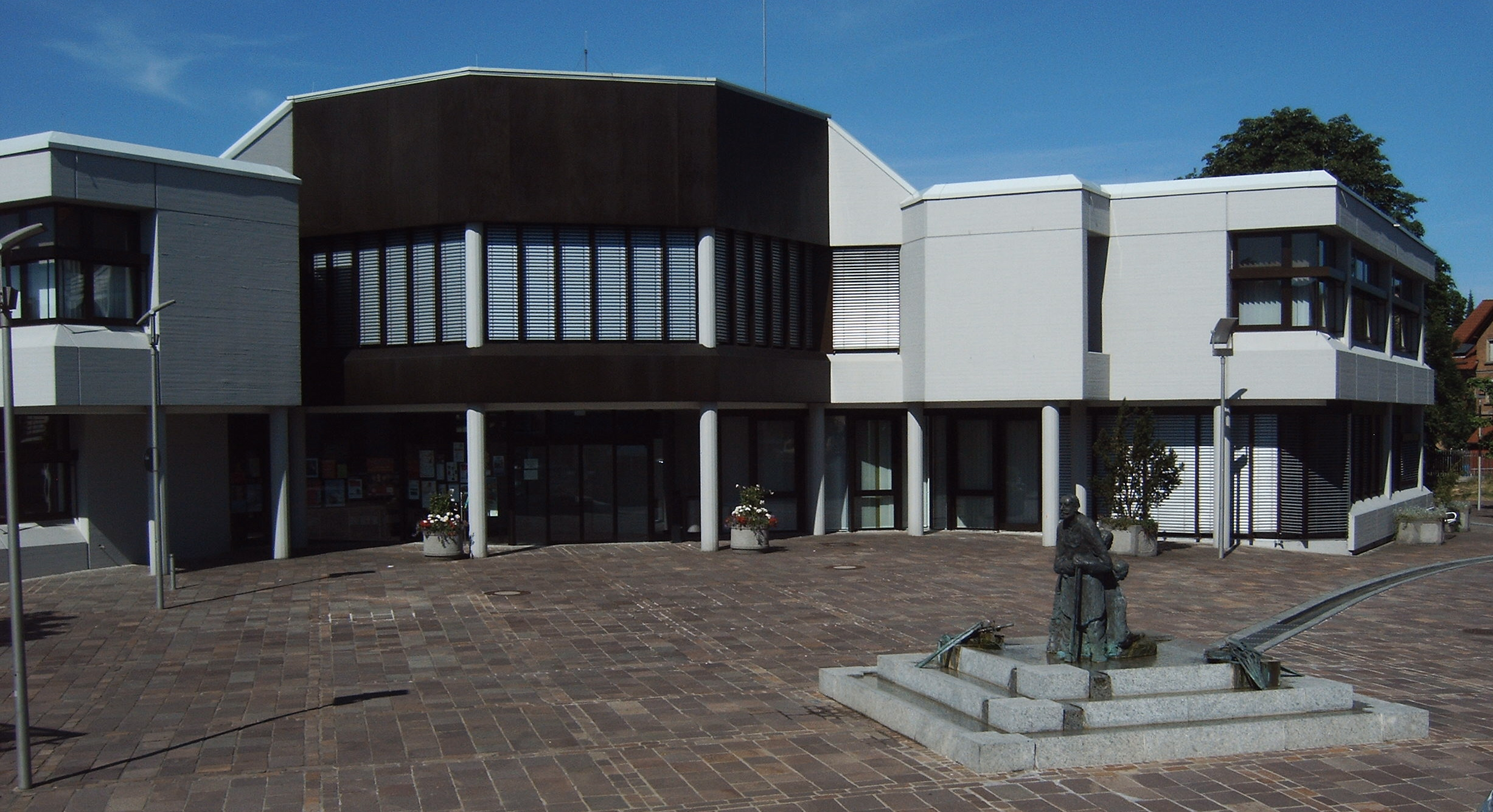
アプツグミュントの町役場

### 議会
アプツグミュントの町議会は25議席からなる。議員の任期は5年である。

### 紋章
図柄: 左右二分割。向かって左は赤地で、先端が曲がり、裂けた銀の司教杖が下縁から突き出ている。向かって右は銀地で、3つの赤い珠が垂直に並べられている。
司教杖は、町の名前とエルヴァンゲン修道院に属した歴史を表している。3つの赤い珠は、アプツグミュントに城を有していたハック・フォン・ヴェルシュタイン家の紋章から採られた。
町の旗は、白 - 赤である。
町は1956年11月26日にバーデン＝ヴュルテンベルク州内務省から現行の紋章と旗の使用許可を得た。

### 町のロゴ
1990年代半ばから、この町はロゴを有している。緑の A はアプツグミュントのイニシャルであり、その横棒は青でライン川とコッハー川を表現し、その合流点にアプツグミュントが築かれていることを表している。

### 姉妹自治体
- カステル・ボロニェーゼ（イタリア、エミリア＝ロマーニャ州）2007年

## 司法
アプツグミュントは、アーレン区裁判所の管区に含まれる。この区裁判所は、エルヴァンゲン地方裁判所およびシュトゥットガルト高等地方裁判所の管轄下にある。労働裁判はシュトゥットガルト労働裁判所、社会裁判はウルム社会裁判所が担当する。この他アプツグミュントの公共の権利に関する争議はシュトゥットガルト行政裁判所で審議される。

## 経済と社会資本

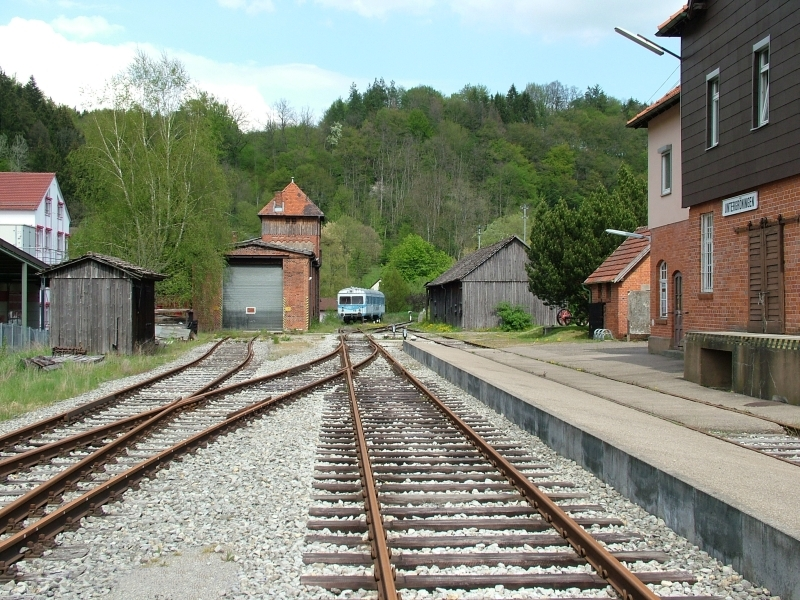
廃線前、2004年のウンターグレーニンゲン駅

### 交通
アプツグミュントは、連邦道 B19号線のアーレンとシュヴェービッシュ・ハルとの間に位置している。連邦アウトバーン A7号線へは、約 15 km 離れたヴェストハウゼン近郊のインターチェンジを利用する。ウンターグレーニンゲン地区は、2005年に廃線となり、2009年に大部分が解体された、ガイルドルフからのオベーレ・コッハータール鉄道の終点であった。

### 地元企業
主邑のアプツグミュントにあるのがケスラー + Co. GmbH & Co. KG である。この会社は1950年に設立され、400人以上の従業員が、シャフトと伝動装置を製造している。
ウンターグレーニンゲン地区には、ホロパック包装技術 GmbH がある。ここでは医薬品を製造し、適切な容器に充填している。

### 教育機関
アプツグミュントには基礎課程・本課程・実科学校のフリードリヒ＝フォン＝ケラー＝シューレがある。また、この分校として純粋な基礎課程学校ヴァーゼンシューレもある。2010年からこれに加えて聖ヤーコブス・ギムナジウム（運営は、ロッテンブルク＝シュトゥットガルト教区カトリック自由学園法人）が開校した。この他に、ホーエンシュタット、ポンマーツヴァイラー、ウンターグレーニンゲンにそれぞれ基礎課程学校がある。幼児には、町立幼稚園 4園、ローマ＝カトリックと福音主義の教会が運営する幼稚園が各1園ある。

### 社会施設
- ハウス・リンデンホーフ財団のハルガルテン老人センター - 老人養護施設
- アプツグミュント社会センター gGmbh - 外来養護施設

## 文化と見所
アプツグミュントには、それぞれの地区単位を含め、様々なクラブや組織が多くのイベントを行っている。

### 文化
- シュロス・ラウバッハ文化協会
- シュロス・ウンターグレーニンゲンの芸術 (KISS)

### 見所

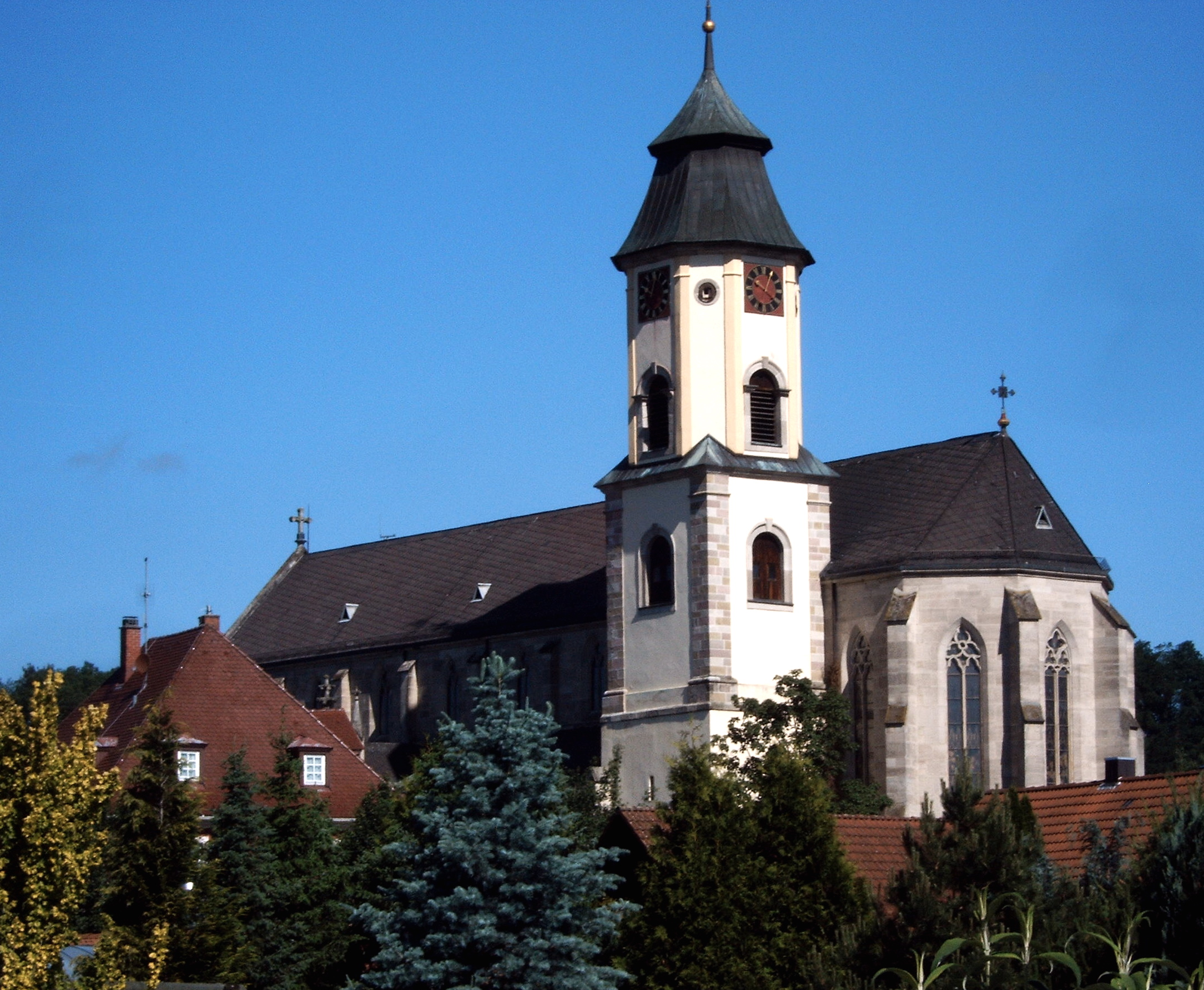
アプツグミュントの聖ミヒャエル教区教会

カトリックの教区教会聖ミヒャエル・アプツグミュントはネオゴシック様式のバシリカで、塔の1階部分に後期ロマネスク建築が遺る。教会前には、1994年にレヒベルク十字が設置された。これは1331年に創られた、バーデン＝ヴュルテンベルク州で2番目に古い石造の十字架である。これは、おそらくレヒベルク伯の傍系によって制作されたものである。
- ホーエンシュタット城のタイルの間は、バーデン＝ヴュルテンベルク文化財保護局によって、2006年2月の「今月の文化財」に指定された。
- 旧十分の一税倉庫は現在、図書館およびイベントセンターとして利用されている。
- ホーエンシュタットの城館・巡礼教会
- ルストガルテン・ホーエンシュタット、ヨーロッパで最も古いヘッケンガルテン（高い生け垣を迷路状に設けた庭園）である
- ウンターグレーニンゲン城
- ラウバッハ城
- ノイブロン城
- トゥルムヒューゲルブルク・ラインローデン

- レヒベルクの十字
- ホーエンシュタット城と城館教会
- 旧十分の一税倉庫
- ルストガルテン・ホーエンシュタット
- ウンターグレーニンゲン城
- ラウバッハ城

### クラブ
1893年に設立されたシュヴェービッシャー・アルプ協会のアプツグミュント支部は2003年にアイヒェンドルフ章を授与された。

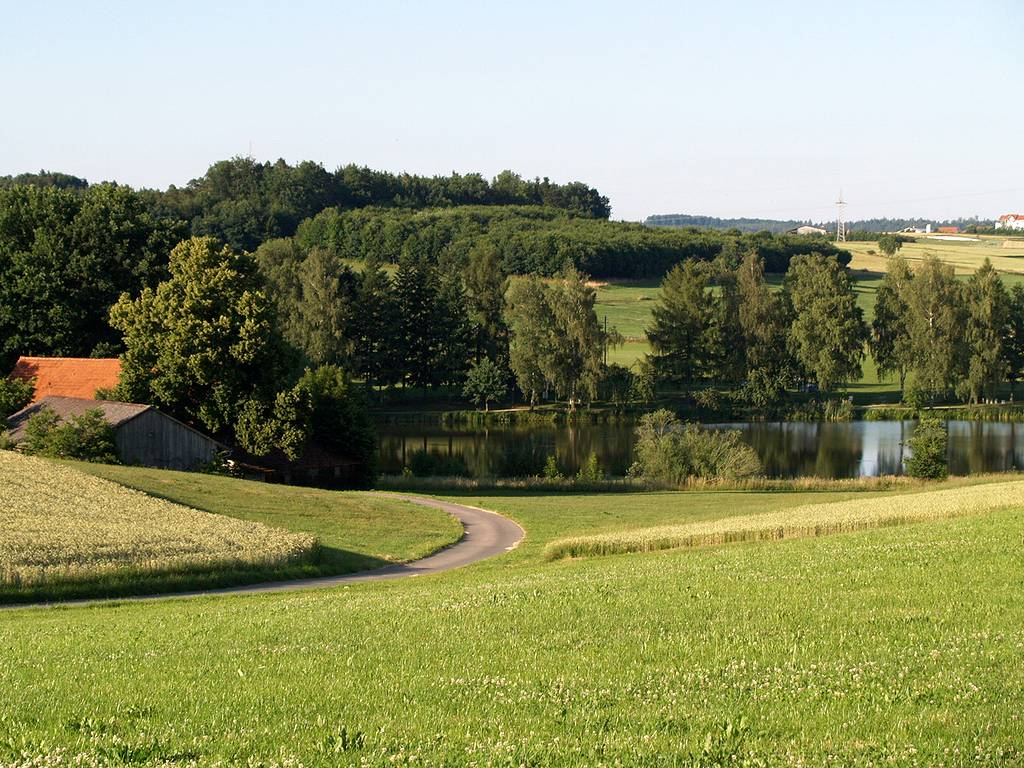
ハンマーシュミーデ湖

### レジャー
- ポンマーツヴァイラーのハンマーシュミーデ湖
- アプツグミュントのラウプバッハ堰止め湖（洪水防止水位調整池）
- ブリンデ・ロート川の谷の遊歩道

## 人物

### 出身者
- カール・アルメンディンガー（ドイツ語版、英語版）（1891年 - 1965年）第二次世界大戦中のドイツ国防軍第17軍司令官
- アルベルト・シュネツ（ドイツ語版、英語版）（1911年 - 2007年）ドイツ連邦軍陸軍総監